# دومینیک بوک
دومینیک بوک (انگلیسی: Dominik Bock؛ زادهٔ ۲۰ ژانویهٔ ۱۹۹۵) بازیکن فوتبال اهل آلمان است.
از باشگاه‌هایی که در آن بازی کرده‌است می‌توان به باشگاه فوتبال کارل زایس ینا اشاره کرد.